# Crypturellus erythropus spencei
Crypturellus erythropus spencei es una subespecie del tinamú patas rojas, un ave terrestre de la familia Tinamidae, que se encuentra en el norte de Venezuela, especialmente en áreas boscosas del estado de Sucre y regiones vecinas.

## Descripción
Esta subespecie presenta un tamaño similar al de otras formas del tinamú patas rojas, midiendo entre 27 y 30 cm de longitud. Su plumaje dorsal es marrón oscuro con un patrón moteado sutil, que le brinda camuflaje efectivo en su entorno natural. Las partes inferiores son más claras, con tonos ante y grisáceos.
En comparación con otras subespecies, spencei muestra una tonalidad más cálida en el dorso y un contraste algo más marcado entre el pecho y el abdomen. Las patas mantienen el característico color rojizo brillante del grupo, y el pico es corto y curvo, gris oscuro.
Como en otras subespecies, no hay diferencias visibles pronunciadas entre machos y hembras. Su canto consiste en una serie de notas bajas, repetitivas y melancólicas, propias del género.

## Distribución
Se distribuye en el norte de Venezuela, principalmente en la región de los estados Sucre y Monagas, así como en zonas de piedemonte y bosques húmedos del litoral caribeño. Su presencia está asociada a hábitats con cobertura vegetal densa.

## Hábitat y comportamiento
Habita en el sotobosque de selvas húmedas, bosques secundarios y áreas de transición, donde se desplaza caminando entre la vegetación densa. Es un ave tímida, difícil de observar, y activa principalmente en las primeras horas del día. Su dieta se basa en frutas caídas, semillas e insectos pequeños.

## Conservación
No se considera amenazada y está incluida dentro de la evaluación general de la especie Crypturellus erythropus, clasificada como de Preocupación menor por la UICN. La pérdida de hábitat podría representar una amenaza local en algunas zonas, aunque no hay datos específicos sobre declives poblacionales de esta subespecie.